# Baix Pallars
Baix Pallars är en kommun i Spanien.   Den ligger i provinsen Província de Lleida och regionen Katalonien, i den nordöstra delen av landet, 400 km nordost om huvudstaden Madrid. Antalet invånare är 362. Arean är 129 kvadratkilometer. Baix Pallars gränsar till Conca de Dalt, Senterada, Soriguera, Sort, Les Valls d'Aguilar, La Torre de Cabdella och La Pobla de Segur. 
Terrängen i Baix Pallars är kuperad åt sydväst, men åt nordost är den bergig.
Baix Pallars delas in i:
- Sellui